# Головино (Москва)
Головино́ — село на северо-западе Москвы, на берегах реки Лихоборки, вошедшее в состав столицы в 1960 году. Село находилось на территории современного Головинского района.

## История
Село известно с XV века как владения боярина Ивана Владимировича Ховрина-Головы, родоначальника рода Головиных. Своё произвище «голова» боярин получил, так как был крестником великого князя Ивана III. По мнению С. Б. Веселовского именно от этого прозвища произошло название села.
В Смутное время Головино опустело. На 1614 год село значилось за Гаврилой Хлоповым. В то время царь Михаил Фёдорович выбрал себе в жены сестру Гаврилы — Марию Хлопову, но свадьба не состоялась из-за интриг Салтыковых.
К 1635 года Гаврила Хлопов выкупил все земли, входившие в состав Головина, своё имущество он завещал сыну Ивану Несправе, а тот — своим сыновьям. В период с 1639 по 1750 год село часто меняло владельцев и было поделено на части.
К 1766 году Головино принадлежало двум владельцам: А. А. Хитрово и Федосье Хлоповой. В селе были два господских дома с садами. У Хитрово было 113 десятин земли, 4 двора и 19 крестьян, у Хлоповой — 42 десятины земли и 12 дворовых людей.
Во второй половине XVIII века Головино было продано Г. И. Бестужеву, потом перешло во владения бригадира А. И. Головастова. В 1788 году село опять продали М. Р. Хлебникову, который служил секретарем у генерал-фельдмаршала П. А. Румянцева-Задунайского.
На рубеже XVIII—XIX века хозяином села стал майор И. М. Хлебников. К этому времени в Головине насчитывалось 11 дворов, 72 крестьянина и 16 дворовых людей.
В 1852 года хозяином Головина был полковник М. М. Обольянинов. В селе было 10 дворов, 73 крестьянина и 6 дворовых людей.
Вскоре село перешло во владение штаб-ротмистра М. И. Головина и его жены Варвары Ильиничны. Усадьба выглядела, как и другие имения того времени: дом имел один этаж со стороны главного входа и два этажа — со двора. Дом был окружен старинным парком с прудом. В парковой оранжерее выращивали персиковые деревья.
Варвара Ильинична Головина была очень религиозным человеком, занималась благотворительностью и в 1872 года устроила в верхнем этаже двухэтажного флигеля домашнюю церковь. В 1880 году Головина скончалась, в усадьбе была устроена богадельня. Село приобрел московский купец Никита Сидоров, именно он посодействовал тому, чтобы на этой территории устроили монастырь.
В 1886 году был основан Казанский Головинский общежитейский монастырь. Обитель постоянно росла и благоустраивалась, при монастыре существовала больница, богадельня и школа. Во время Первой мировой войны в монастыре был госпиталь, монахини собирали всё необходимое для солдат.
После революции 1917 года монастырь не закрыли. В 1919 году здесь открыли госпиталь, который содержался на средства наркомата здравоохранения.
В 1921—1922 годах во время кампании, направленной против церковных учреждений, монастырь подвергся разгрому и в 1929 году был закрыт навсегда.. Закрытие монастыря совпало с началом коллективизации в Головине.
В 1926 году здесь было 40 дворов и 227 жителей.
В 1960 году село вошло в состав Москвы и стало застраиваться жилыми домами.

## Память
Память о селе Головино сохранилась в названиях:
- Головинский район
- Головинские пруды
- Головинское шоссе
- Головинское кладбище